# دنیس کانگ
دنیس کانگ (انگلیسی: Denis Kang؛ زادهٔ ۱۷ سپتامبر ۱۹۷۷) ورزشکار هنرهای رزمی ترکیبی اهل کانادا است. وی بین سال‌های ۱۹۹۸ تا ۲۰۱۳ میلادی فعالیت می‌کرد.